# Koningshooikt
Koningshooikt (Jut ou Koningsjut en dialecte) est un village au sud-est de la ville belge de Lierre à laquelle il est administrativement rattaché (Région flamande dans la province d'Anvers en Belgique). Il est traversé par l'Itterbeek, un ruisseau qui se jette dans la Nèthe. C'était une commune à part entière avant la fusion des communes de 1977.

## Évolution démographique
- Sources : INS, Rem. : 1831 jusqu'en 1970 = recensements, 1976 = nombre d'habitants au 31 décembre[2].

## Histoire
Le village de Koningshooikt est devenu commune en date du 1er janvier 1822 lors de la fusion de la commune de Koningsbossen (connue aussi sous les noms de Koningsbos ou 's-Herenbos) avec les hameaux de Hooikt et de Hazendonk, tous deux détachés de Berlaar.
Cette commune a servi à déterminer la ligne de défense de l'armée belge en 1940 : la ligne Koningshooikt/Wavre dite aussi ligne K/W le long de laquelle les troupes étaient établies derrière des défenses comportant par exemple des obstacles anti-chars. En fait la bataille principale fut menée le long d'une autre ligne établie par une rivière et son prolongement dans le canal dit de la dérivation, la Bataille de la Lys.

## Patrimoine
- Le siège social de la société Van Hool ainsi qu'une de ses usines se trouvent à Koningshooikt.